# Sanousiyya

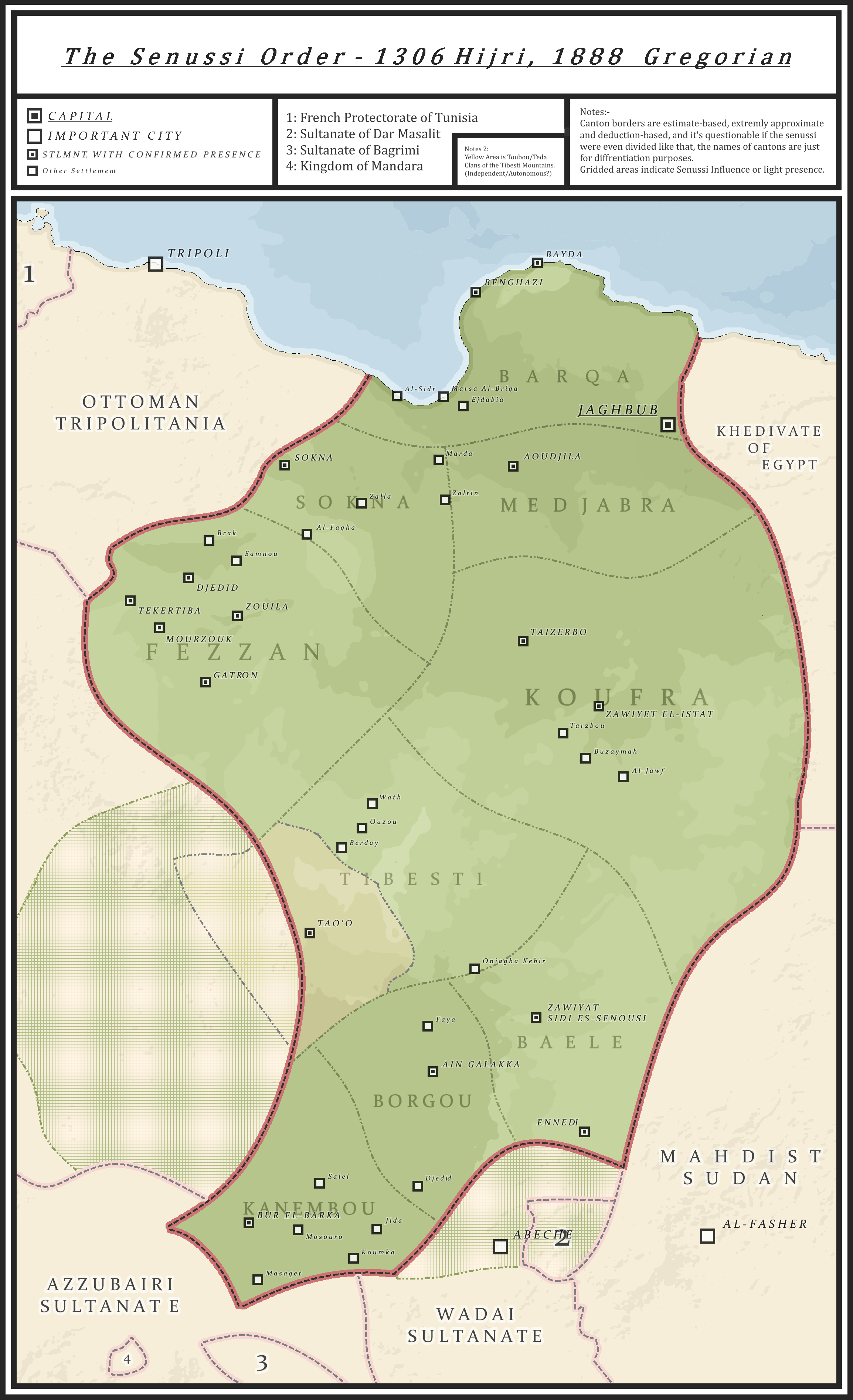

La Sanousiyya (en arabe : السِّنُوسِيَّةُ) est une tariqa (confrérie soufie) fondée en 1837 à Mazouna (en Algérie) dans la région du Ouarsenis par Muhammad Al-Sanoussi qui a émigré à Koufra (en Libye actuelle). La famille dirigeante de cette confrérie, la famille Al-Sanoussi, est d'origine algerienne chérifienne sulaymanide.

## Histoire
Muhammad Ibn Ali Al-Sanussi fonda en 1843 la première zaouïa de son ordre au Djebel Akdhar, avant d'établir son centre en 1859 dans l'oasis d'al-Djaghbûb. De là, elle[Qui ?] a commencé à étendre son influence en Cyrénaïque, dans le Fezzan et au Tchad, au Soudan et en Égypte.
Dans le contexte du partage de l'Afrique, elle a combattu contre la pénétration italienne en Libye, où se trouvait le centre de l'ordre des Sanoussis ; son dirigeant était alors à la tête d'un empire qui s'étendait jusqu'en Afrique centrale[Lequel ?]. Le petit-fils du fondateur, le chérif Idris, d'abord défait par les Italiens en 1931, puis devenu roi de Libye à son indépendance en 1951, fut renversé en 1969 par le colonel Khadafi .
Elle s'est implantée en Libye, au Tchad, en Algérie, au Soudan, au Niger et en Égypte.

## Idéologie
Le mouvement s'est définitivement éloigné du soufisme pour prôner un exotérisme de réforme islamique comme le wahhabisme d'Arabie saoudite et le mahdisme du Soudan.
Elle est toutefois la cible des madkhalistes, les disciples du cheikh saoudien ultraconservateur salafiste Rabi al-Madkhali, introduite par Kadhafi pour s’opposer aux Frères musulmans, et dont le grand prédicateur, Majdi Hafala, a ordonné à la milice Subul al-Salam, de la tribu des Zuwayya, la destruction de El Tag (« la couronne »), le tombeau à Koufra de Mohammed al-Mahdi al-Sanoussi, un des fondateurs de l’ordre sénoussiste, durant la deuxième guerre civile libyenne,. Étrangement, le corps avait déjà été déterré en 2012 et réenterré dans un cimetière à proximité jusqu'à ce que des membres de la famille le retrouvent et le redéposent dans le tombeau.